# Liste der Biografien/Huo
Liste der Biografien |
Portal Biografien |
Personensuche
# |
A |
B |
C |
D |
E |
F |
G |
H |
I |
J |
K |
L |
M |
N |
O |
P |
Q |
R |
S |
T |
U |
V |
W |
X |
Y |
Z |
?
 
Ha |
Hd |
He |
Hi |
Hj |
Hk |
Hl |
Hm |
Hn |
Ho |
Hr |
Hs |
Ht |
Hu |
Hv |
Hw |
Hy
 
Hua |
Hub |
Huc |
Hud |
Hue |
Huf |
Hug |
Huh |
Hui |
Huj |
Huk |
Hul |
Hum |
Hun |
Huo |
Hup |
Huq |
Hur |
Hus |
Hut |
Huu |
Huv |
Huw |
Hux |
Huy |
Huz
Die Liste der Biografien führt alle Personen auf, die in der deutschsprachigen Wikipedia einen Artikel haben. Dieses ist eine Teilliste mit 35 Einträgen von Personen, deren Namen mit den Buchstaben „Huo“ beginnt.

## Huo
- Huo Cheng, John (1926–2023), chinesischer Geistlicher, römisch-katholischer Bischof von Fenyang
- Huo, Li (* 1980), chinesische Skilangläuferin
- Huo, Liang (* 1989), chinesischer Wasserspringer
- Huo, Meng (* 1984), chinesischer Filmregisseur, Filmproduzent, Drehbuchautor und Filmeditor
- Huo, Qubing († 117 v. Chr.), chinesischer Heerführer
- Huo, Yuanjia (1868–1910), chinesischer Kampfkünstler

### Huoc
- Huoching († 744), alamannischer Prinz

### Huon
- Huon de Cambrai, französischer Dichter
- Huon de Kermadec, Jean-Michel (1748–1793), französischer Seefahrer und Entdecker
- Huonder, Anton (1858–1926), schweizerischer Jesuit, römisch-katholischer Theologe und Autor
- Huonder, Gion Antoni (1824–1867), Schweizer Dichter
- Huonder, Guido (1942–2013), Schweizer Theaterregisseur und Theaterleiter
- Huonder, Silvio (* 1954), Schweizer Schriftsteller
- Huonder, Vitus (1942–2024), Schweizer Theologe und Bischof von ChurVitus Huonder (1942–2024)

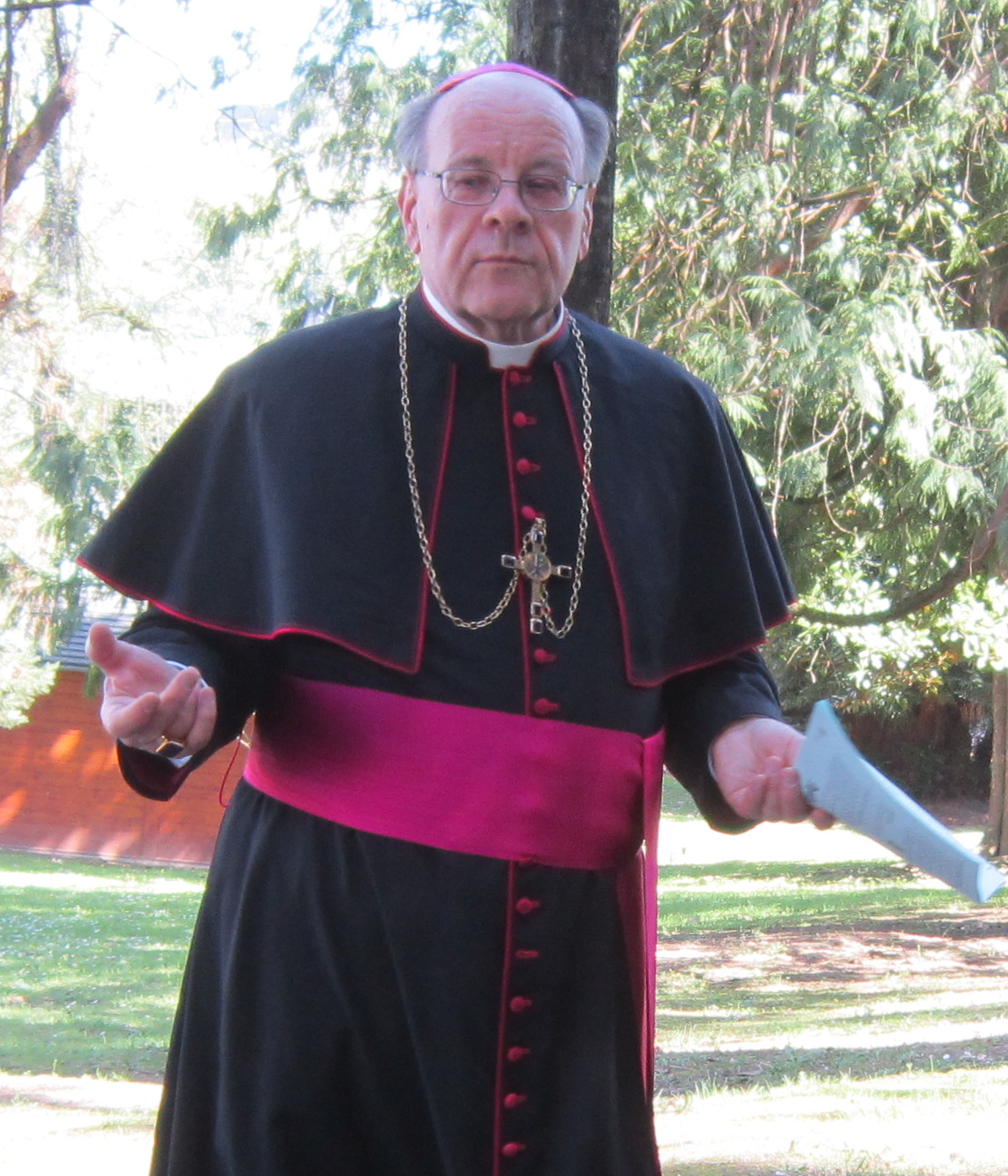
Vitus Huonder (1942–2024)

- Huong Thanh, vietnamesische Sängerin
- Huonker, Andreas (1852–1931), deutscher Auswanderer und Goldsucher in Nordamerika
- Huonker, Birgit (* 1961), deutsche Politikerin (Die Linke), MdL
- Huonker, Gunter (1937–2021), deutscher Politiker (SPD), MdB
- Huonker, Gustav (1922–2019), Schweizer Journalist, Publizist und Politiker
- Huonker, Laura (* 1981), Schweizer Theaterregisseurin und Politikerin
- Huonker, Martin (1896–1990), deutscher Evangelist und Apostel der Kirche Christi mit der Elias-Botschaft
- Huonker, Thomas (* 1954), Schweizer Historiker und Politiker (SP)

### Huot
- Huot, Benoît (* 1984), kanadischer Schwimmer
- Huot, Charles (1855–1930), kanadischer Maler und Illustrator
- Huot, Joseph Oliva (1917–1983), US-amerikanischer Politiker
- Huot, Juliette (1912–2001), kanadische Schauspielerin
- Huot, Marcel (1896–1954), französischer Radrennfahrer
- Huot, Marie (1846–1930), französische Autorin, Feministin und Aktivistin für Tierrechte und Vegetarismus
- Huot, Valentin (1929–2017), französischer Radrennfahrer
- Huot-Marchand, Tifany (* 1994), französische Shorttrackerin
- Huotari, Pekka (* 1962), finnischer Schauspieler
- Huotari, Satu (* 1967), finnische Eishockeyspielerin

### Huov
- Huovi, Hannele (* 1949), finnische Schriftstellerin
- Huovila, Jarkko (* 1975), finnischer Orientierungsläufer
- Huovinen, Eero (* 1944), finnischer lutherischer Theologe und Ökumeniker, Bischof des Bistums Helsinki